# Charlotte Radcliffe
Charlotte Radcliffe (Reino Unido, 3 de agosto de 1903-Liverpool, 12 de diciembre de 1979) fue una nadadora británica especializada en pruebas de estilo libre, donde consiguió ser subcampeona olímpica en 1920 en los 4 x 100 metros.

## Carrera deportiva
En los Juegos Olímpicos de Amberes 1920 ganó la medalla de plata en los relevos de 4 x 100 metros estilo libre, con un tiempo 5:40.8 segundos), tras Estados Unidos (oro) y por delante de Suecia (bronce); sus compañeras de equipo fueron las nadadoras: Hilda James, Constance Jeans y Grace McKenzie.